# Powiat przeworski (II Rzeczpospolita)

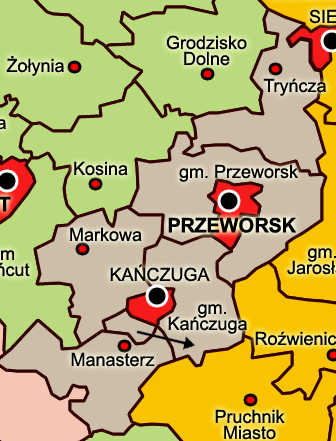

Powiat przeworski – powiat województwa lwowskiego II Rzeczypospolitej. Jego siedzibą było miasto Przeworsk.
1 lipca 1925 do powiatu przeworskiego przyłączono gminę jednostkową Żurawiczki z powiatu jarosławskiego.

## Gminy wiejskie w 1934 r.
1 sierpnia 1934 r. dokonano nowego podziału powiatu na gminy wiejskie.
- gmina Markowa
- gmina Manasterz
- gmina Kańczuga
- gmina Przeworsk
- gmina Tryńcza

## Miasta
- Kańczuga
- Przeworsk

## Starostowie
- Adam Remiszewski (-1932)[3][4]
- Władysław Petzelt (od 1932 kierownik, od lipca 1935 rzeczywisty starosta, do 1936)[5][6][7]
- Stanisław Gąssowski (1936–1937)[8]
- Michał Sienkiewicz (1937-)[9][10]

Zastępcy
- Roman Mojseowicz (1930-1931)[11][12]
- Roman Gąsiorowski (1932)[13][5]
- Jerzy Nowosielski (1932-)[14]